# Frietsnijder

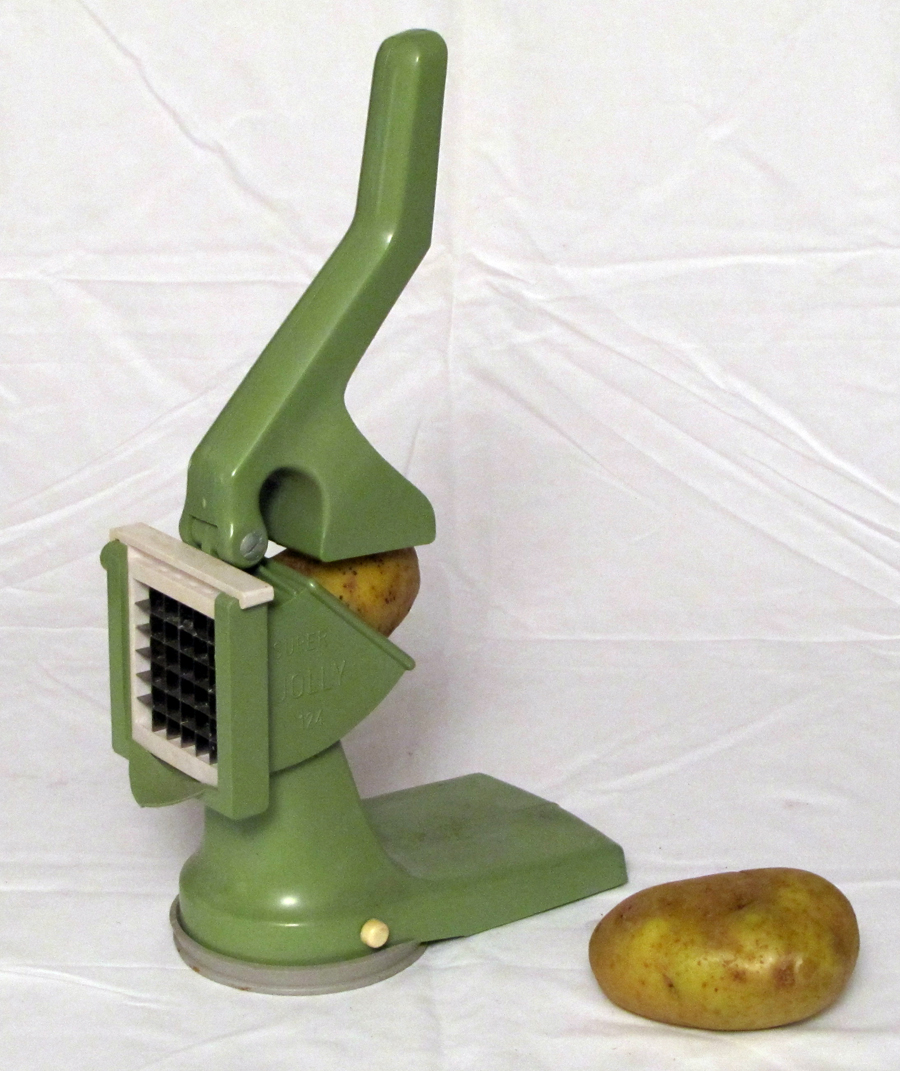
Frietsnijder

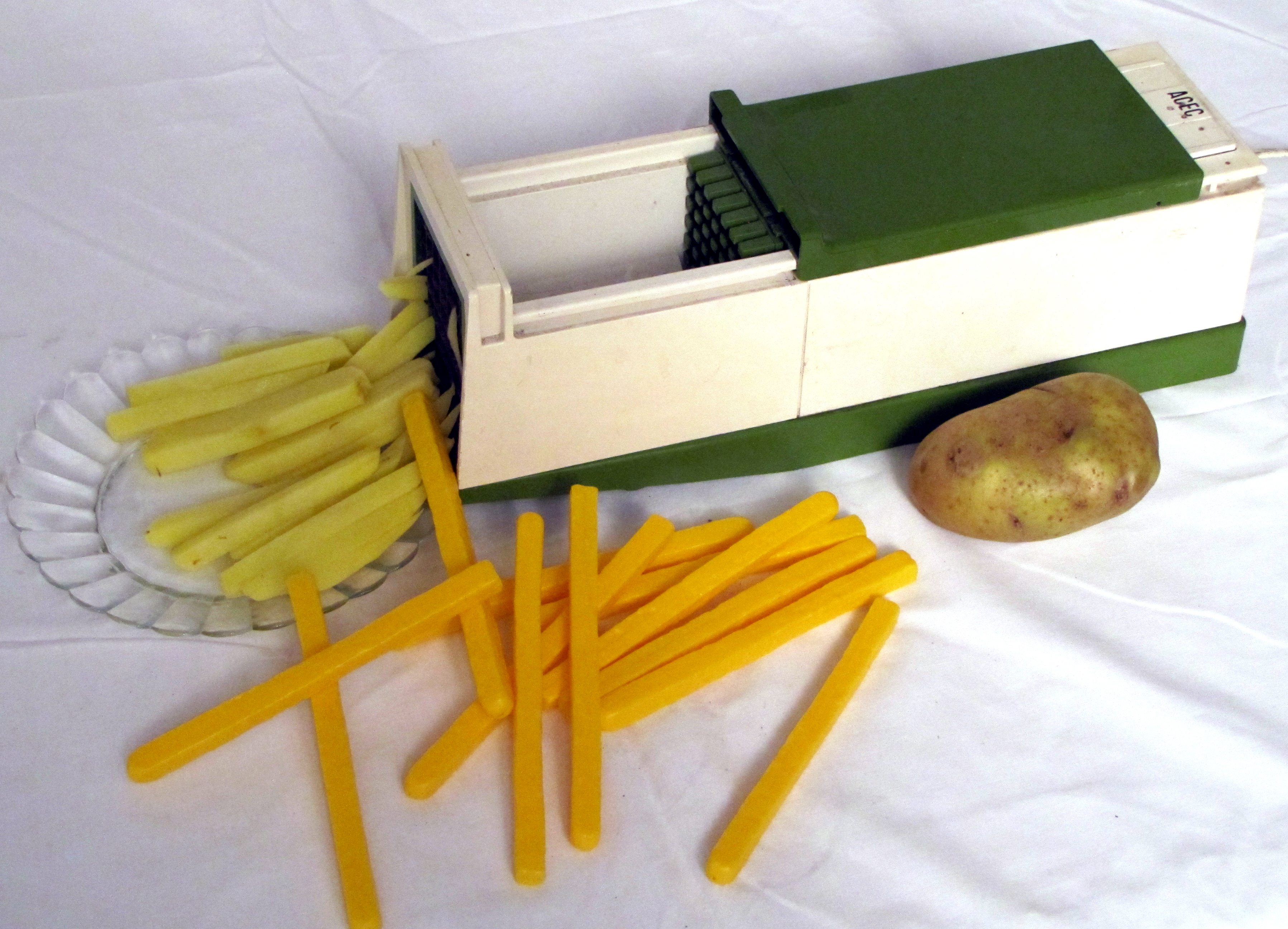
Elektrische frietsnijder

Een frietsnijder of frietpers is een apparaat om het maken van frieten te versnellen en vereenvoudigen.

## Werking en gebruik
Een gebruikelijke vorm is die waarbij een geschilde aardappel op een grondvlak werd gelegd en door middel van een hefboom, middels een zogenaamd stempel, door een scherp raster, het snijraam (ook simpelweg mes genoemd), wordt gedrukt, waarbij de frieten ontstaan. Gewoonlijk is het overbrengingsmechanisme van hefboom naar stempel zodanig, dat de hefboom naar beneden moet worden gedrukt, zodat een flinke kracht kan worden uitgeoefend. Varianten daarop zijn mogelijk, bijvoorbeeld een ronddraaiende zwengel in plaats van een hefboom.
De stempel kan vlak zijn, maar ook uitstulpingen bevatten die in het rooster passen, waardoor de frieten geheel door het snijraam gedrukt worden. Bij een vlak stempel blijven de frieten vaak in het snijraam hangen en moeten er met de hand uit worden getrokken.
Met een dergelijk apparaat is het ook mogelijk om bepaalde groenten, zoals wortelen, in langwerpige stukken te snijden. Bij sommige apparaten is er een verwisselbaar raster, waardoor verschillende maten frieten kunnen worden vervaardigd.

## Grotere frietsnijders
Voor de horeca bestaat naast het in het huishouden gebruikelijke tafelmodel ook het zogenaamde staand model. Voor de horeca en industrie zijn er ook machinale frietsnijders, de zogeheten frietsnijmachines, die doorgaans elektrisch worden aangedreven en een capaciteit hebben tot wel 3000 kg/uur. Deze worden soms gecombineerd met een sorteerinrichting. 